# Sebastes marinus

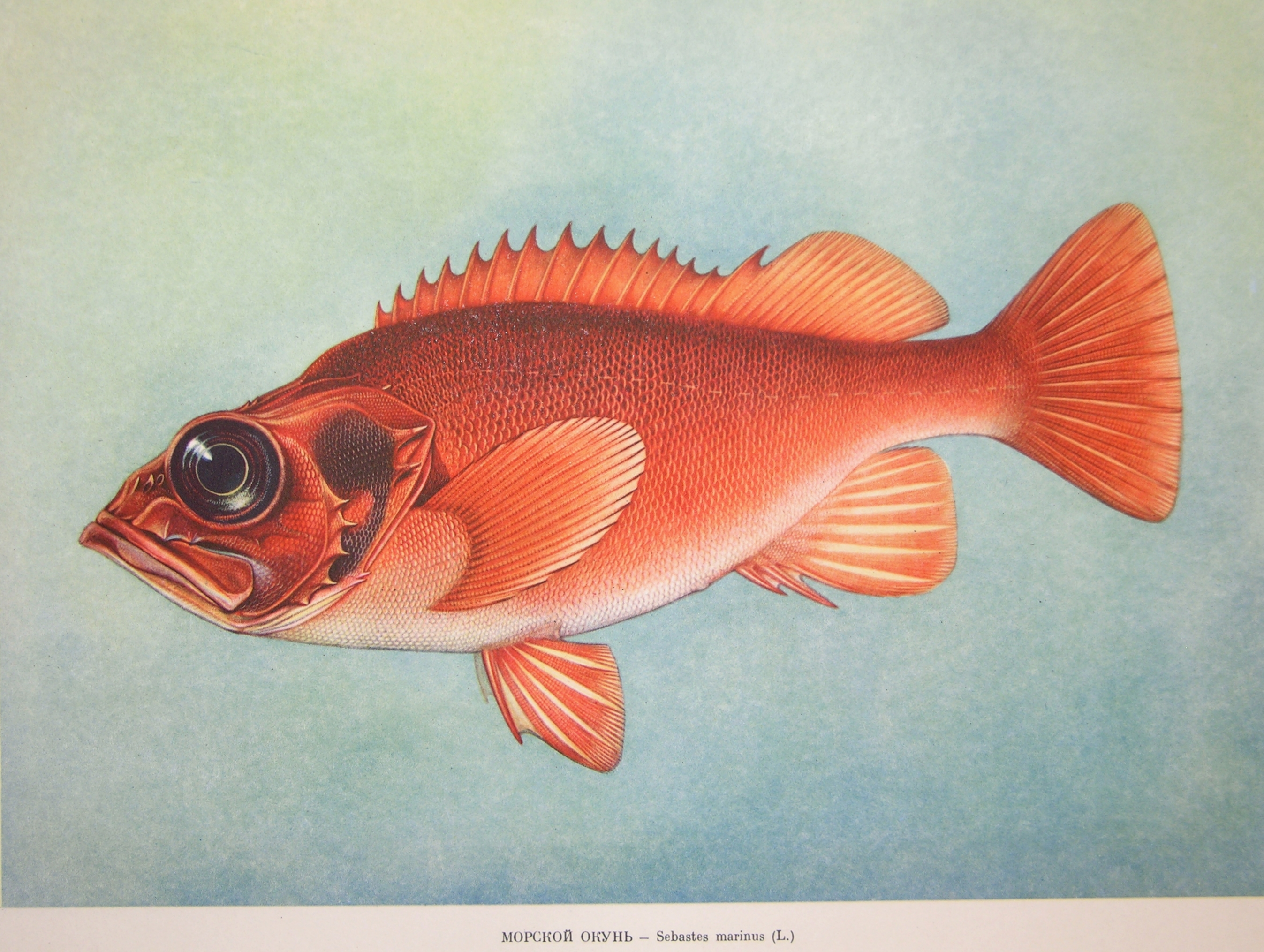
Sebastes norvegicus

Sebastes norvegicus là một loài cá sinh sống ở biển sâu trong họ Sebastidae từ Bắc Đại Tây Dương. Đây là loài cá lớn, phát triển chậm và là loài thủy sản bị đánh bắt. Hòa bình xanh xem việc đánh bắt loài cá này là không bền vững và rằng nhiều cá thể loài này đã bị đưa ra khỏi đại dương và bị loài cá khác thế chỗ. Hòa bình xanh đã đưa loài cá này vào danh mục đỏ hải sải của mình, còn Quỹ Quốc tế Bảo vệ Thiên nhiên đưa loài cá này vào danh mục cá nên tránh đánh bắt, trừ phi có giấy phép cấp bởi MSC.